# Unione di Vilnius e Radom

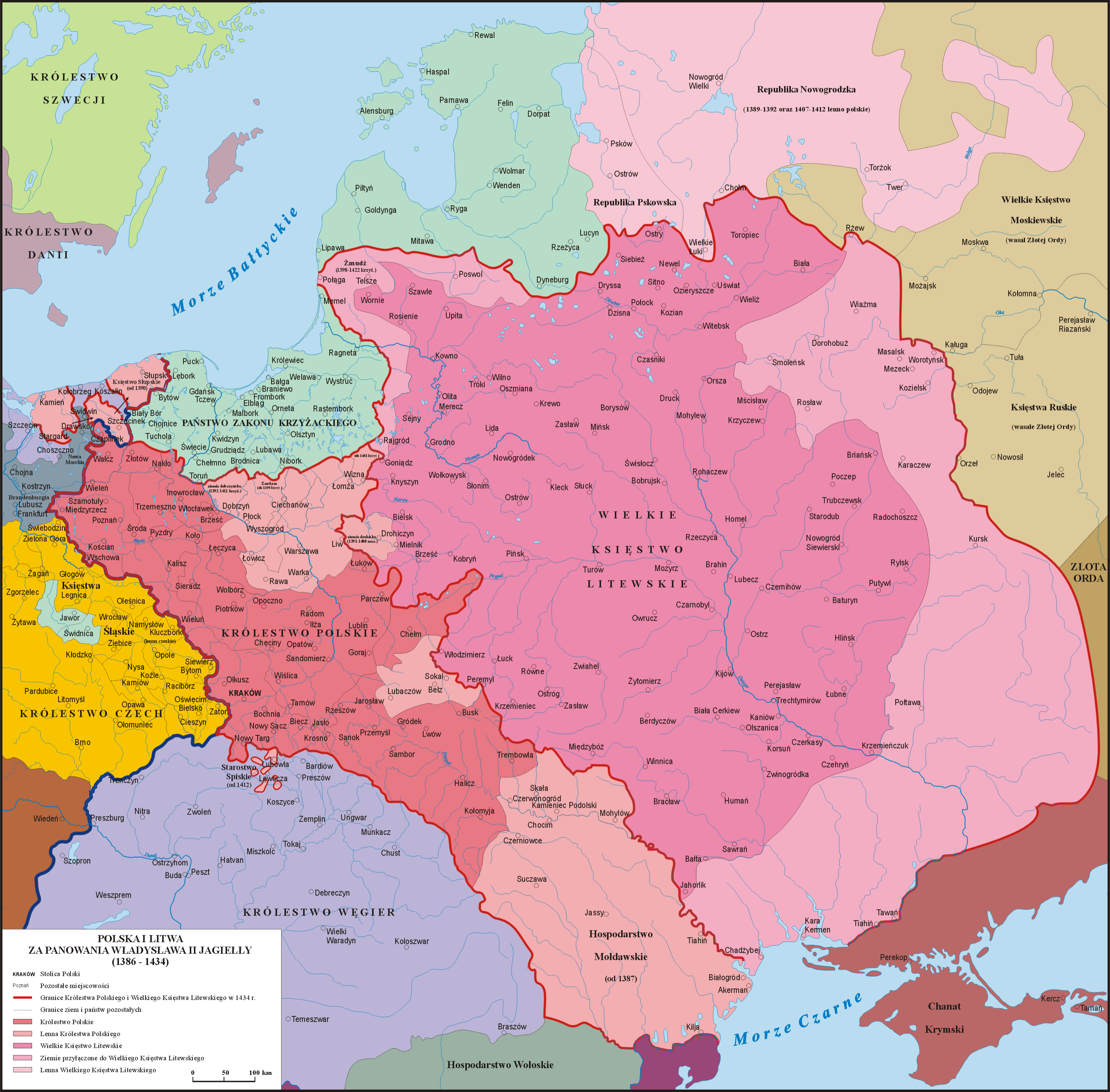
Polonia e Lituania, 1386–1434

L'unione di Vilnius e Radom (in polacco Unia wileńsko-radomska, in lituano Vilniaus-Radomo sutartis) fu una serie di tre atti passati a Vilnius, nel Granducato di Lituania, e confermati dal consiglio della Corona a Radom, nel Regno di Polonia nel 1401. L'unione corresse la precedente unione di Krewo (1385) e confermò il trattato di Astrava (1392). Vitoldo, granduca di Lituania, diventò pienamente a capo delle questioni lituane, mentre Jogaila, re di Polonia si tenne il titolo di Duca Supremo. Dopo la morte di Vitoldo, la Lituania sarebbe governata da Jogaila o dal suo erede. L'unione è generalmente vista come un rafforzamento dell'unione polacco-lituana.

## Contesto storico
Sia Jogaila sia Vitoldo cercavano di rinnovare l'unione polacco-lituana, che esisteva dal 1385. Nel 1399, la regina Edvige di Polonia morì a causa di complicazioni post-parto, lasciando Jogaila re di una terra straniera e senza un erede. Se i nobili polacchi avessero costretto Jogaila ad abdicare, sarebbe tornato in Lituania a pretendere il trono di granduca. Vitoldo sarebbe così costretto o a tornare al Ducato di Trakai o a dichiarare un'altra guerra civile. Lo stesso anno Vitoldo subì una grande sconfitta nella battaglia del fiume Vorskla contro l'Orda d'Oro e fronteggiò ribellioni nel Principato di Smolensk, nella Repubblica di Pskov, e a Velikij Novgorod.

## Termini
I negoziati cominciarono a Hrodna nella fine del dicembre 1400. L'unione fu firmata in tre atti distinti: uno da Jogaila (l'originale non è sopravvissuto), un altro da Vitoldo e i nobili lituani (a Vilnius il 18 gennaio 1401), e il terzo dal concilio reale polacco (a Radom l'11 marzo 1401). È significativo che per la prima volta i nobili lituani stipularono un atto politico in prima persona, non semplicemente come testimoni dei trattati del granduca.
Vitoldo fu istituito come granduca di Lituania (magnus dux) mentre suo cugino Jogaila, re di Polonia, tenne il titolo di un Signore (supremus dux). L'unione legalizzò lo status di Vitoldo come vero sovrano della Lituania e il suo diritto di usare il titolo di "granduca". Tuttavia, questa indipendenza sarebbe stata temporanea – dopo la morte di Vitoldo la Lituania sarebbe governata da Jogaila o dal suo erede e diventerà parte del regno e della corona della Polonia. I nobili polacchi e lituani accettarono di non eleggere un nuovo re di Polonia senza consultarsi. Al tempo né Jogaila né Vitoldo avevano eredi, ma speravano entrambi di procreare figli che avrebbero ereditato sia il Regno di Polonia e il Granducato di Lituania (alla fine ci riuscì Jogaila). Vitoldo rinnovò i voti a Jogaila, alla corona, al regno e agli abitanti della Polonia e promise di aiutarli se necessario.

## Conseguenze e valutazioni
La rinnovata alleanza stabilizzò la situazione, permettendo a Vitoldo di lanciare un'offensiva contro i Cavalieri teutonici e di dare inizio alla prima rivolta in Samogizia. Infine, le forze congiunte polacco-lituane ottennero una vittoria decisiva contro i Cavalieri nella battaglia di Grunwald nel 1410. Il trattato è stata interpretato in modo vario dagli storici lituani e polacchi. Alcuni affermano che fosse un fallimento diplomatico di Vitoldo, dato che l'unione bloccava la strada per la possibile incoronazione a re di Lituania. Altri la videro come una concessione dei polacchi quando fallì il loro piano di incorporare il Granducato nel Regno di Polonia. Una terza scuola di pensiero considerò l'unione come un mutuo compromesso: la Lituania abbandonò i piani per l'indipendenza, mentre la Polonia abbandonò i piani per la piena integrazione della Lituania in uno stato unitario. Alcuni lavori accademici più recenti tendono a non sovrastimare l'importanza dell'unione e a vederla come una mera codificazione delle effettive relazioni polacco-lituane che esistevano dal 1392. Altri ricercatori enfatizzarono il fatto che i lituani erano inclusi nell'elezione di un nuovo monarca polacco. Con la morte di Edvige, la Polonia perse il suo ultimo sovrano con un diritto ereditario a regnare, i nobili polacchi si riservarono il diritto di eleggere un nuovo re dopo la sua morte, persino i diritti del suo possibile figlio con la nuova sposa Anna di Cejle, nipote di Kazimierz III, non erano garantiti. L'inclusione dei nobili lituani nella futura elezione può essere vista come l'inclusione nella "comunità del regno" (communitas regni) personificata in Polonia dal concetto della "corona del regno di Polonia" (corona regni Poloniae).